# 4789 Sprattia
4789 Sprattia је астероид главног астероидног појаса са средњом удаљеношћу од Сунца која износи 2,238 астрономских јединица (АЈ).
Апсолутна магнитуда астероида је 13,9.